# 龍斎逸馬
龍斎 逸馬（りゅうさい いつば、生没年不詳）とは、江戸時代の浮世絵師。

## 来歴
蹄斎北馬の門人。名は英信、葛飾の画姓を称したという。作画期は天保の頃とされ、肉筆浮世絵を残す。なお文化期に龍斎逸坡と号した絵師がおり、逸馬と同一人ではないかといわれている。

## 作品
- 「美人更衣図」　紙本著色　熊本県立美術館所蔵　※「龍斎逸馬画」の落款、「逸」・「馬」の白文方印あり
- 「湯上り美人図」　紙本着色　※「龍斎逸馬画」の落款あり